# Stumholmen
Stumholmen – szwedzka wyspa w regionie Blekinge, która wchodzi w skład miasta Karlskrona. Położona jest na wschód od wyspy Trossö.
Do początku lat 90. XX wieku wyspa była niedostępna dla osób cywilnych, ponieważ stanowiła zaplecze logistyczne marynarki wojennej. Obecnie znajdują się tutaj najdroższe działki mieszkaniowe w Karlskronie.
Część obiektów na wyspie znajduje się na liście światowego dziedzictwa UNESCO jako zabytkowy port Karlskronie.
Największą atrakcją wyspy jest Muzeum Marynarki Wojennej Marinmuseum, które zostało zbudowane w 1997 na 120-metrowym drewnianym molo. Poza tym na wyspie znajduje się wiele zabytkowych budowli.
Opis budynków znajdujących się na wyspie:

## 1 Kronobageriet

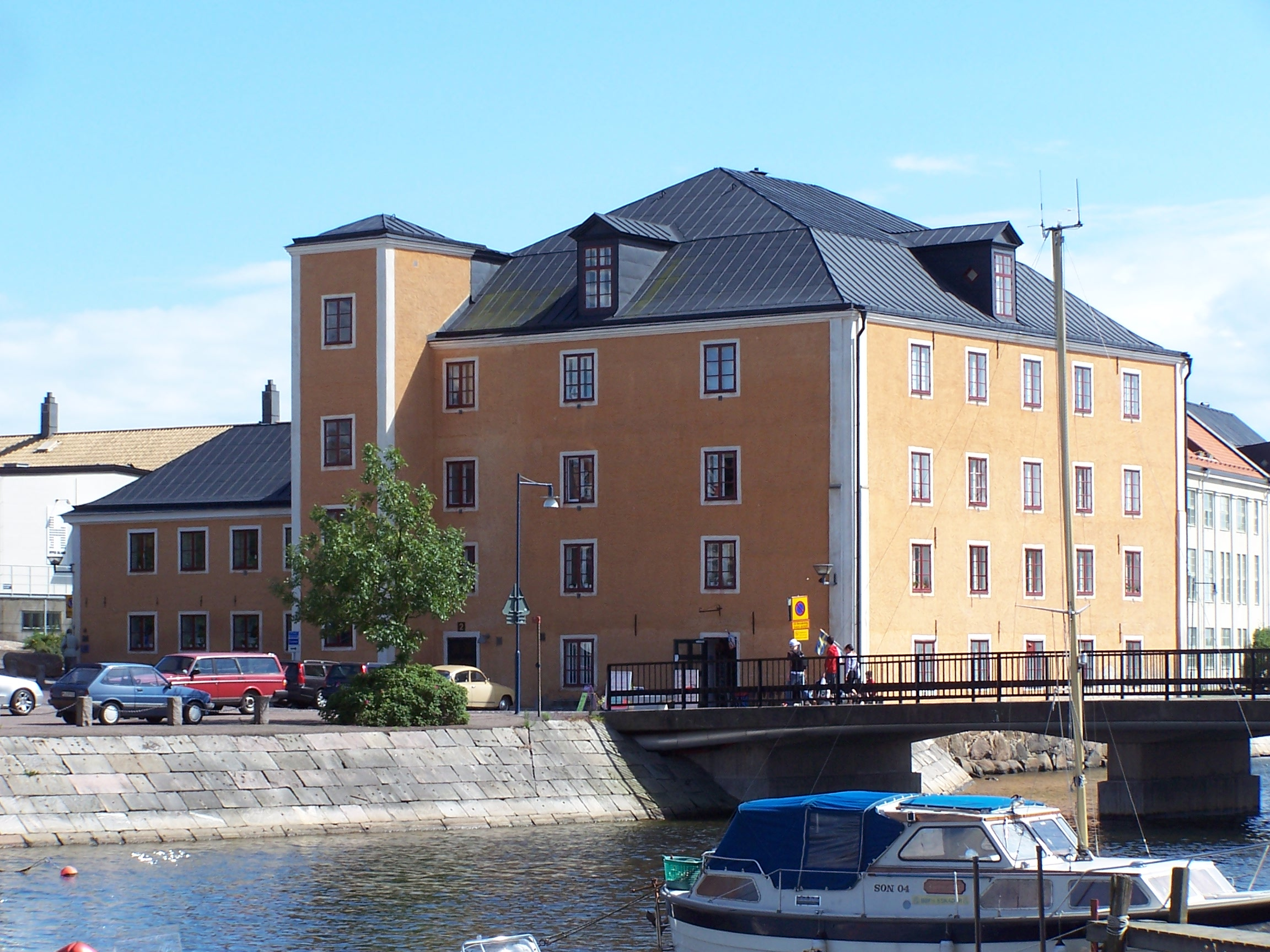
1. Kronobageriet

Kronobageriet został wzniesiony w latach 30. XVIII wieku i do 1863 roku pełnił funkcję piekarni. Później budynek stał się magazynem mundurowym. W 1966 z tego budynku mundur kadeta Marynarki Wojennej odbierał król Karol XVI Gustaw.

## 2 Corps de Garde

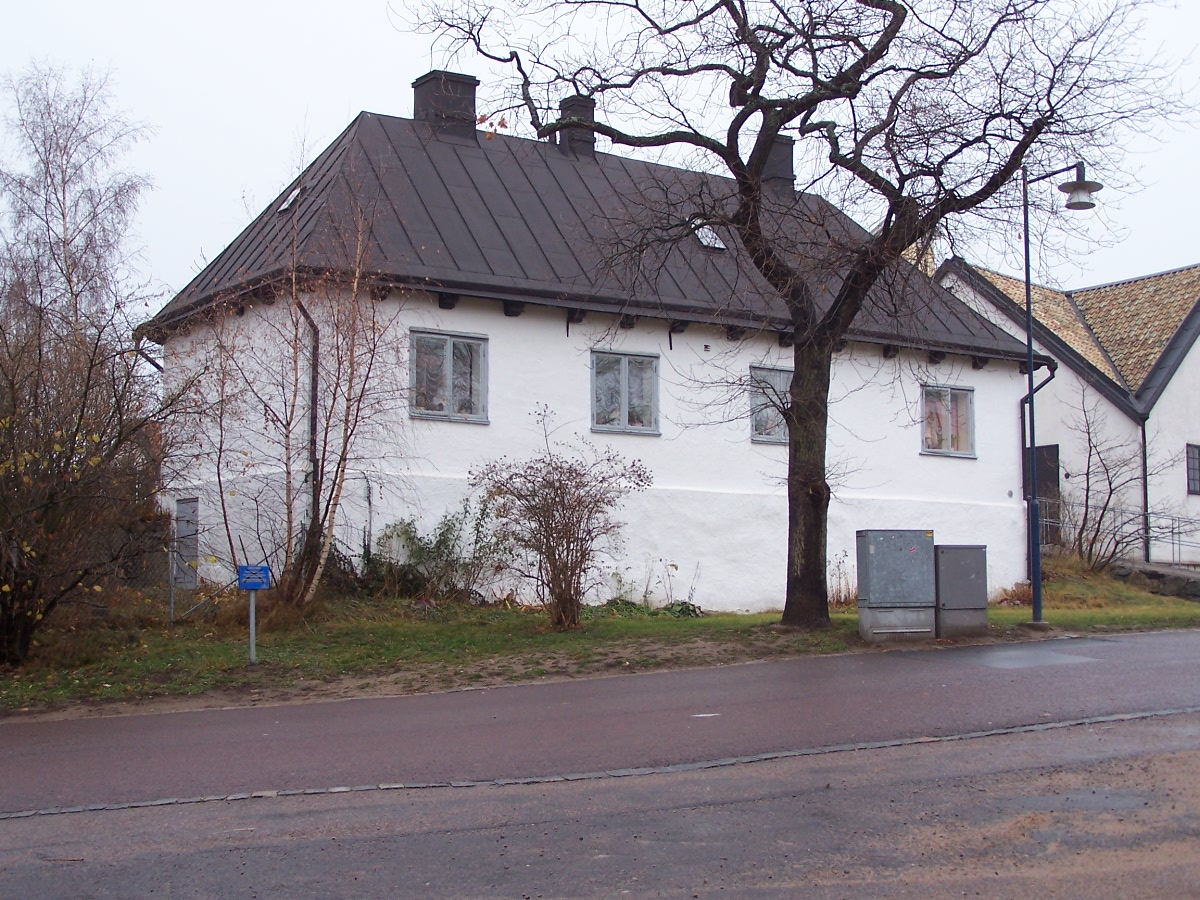
2 Corps de Garde

Corps de Garde został wzniesiony w latach 30. XVIII wieku i pełnił funkcję wartowni. Zadaniem oddziału wartowniczego było strzeżenie dostępu do Stumholmen i utrzymywanie dyscypliny na wyspie. Jest to jeden z niewielu tego typu budynków zachowanych w Szwecji.

## 3 Slup- och barkasskjulet

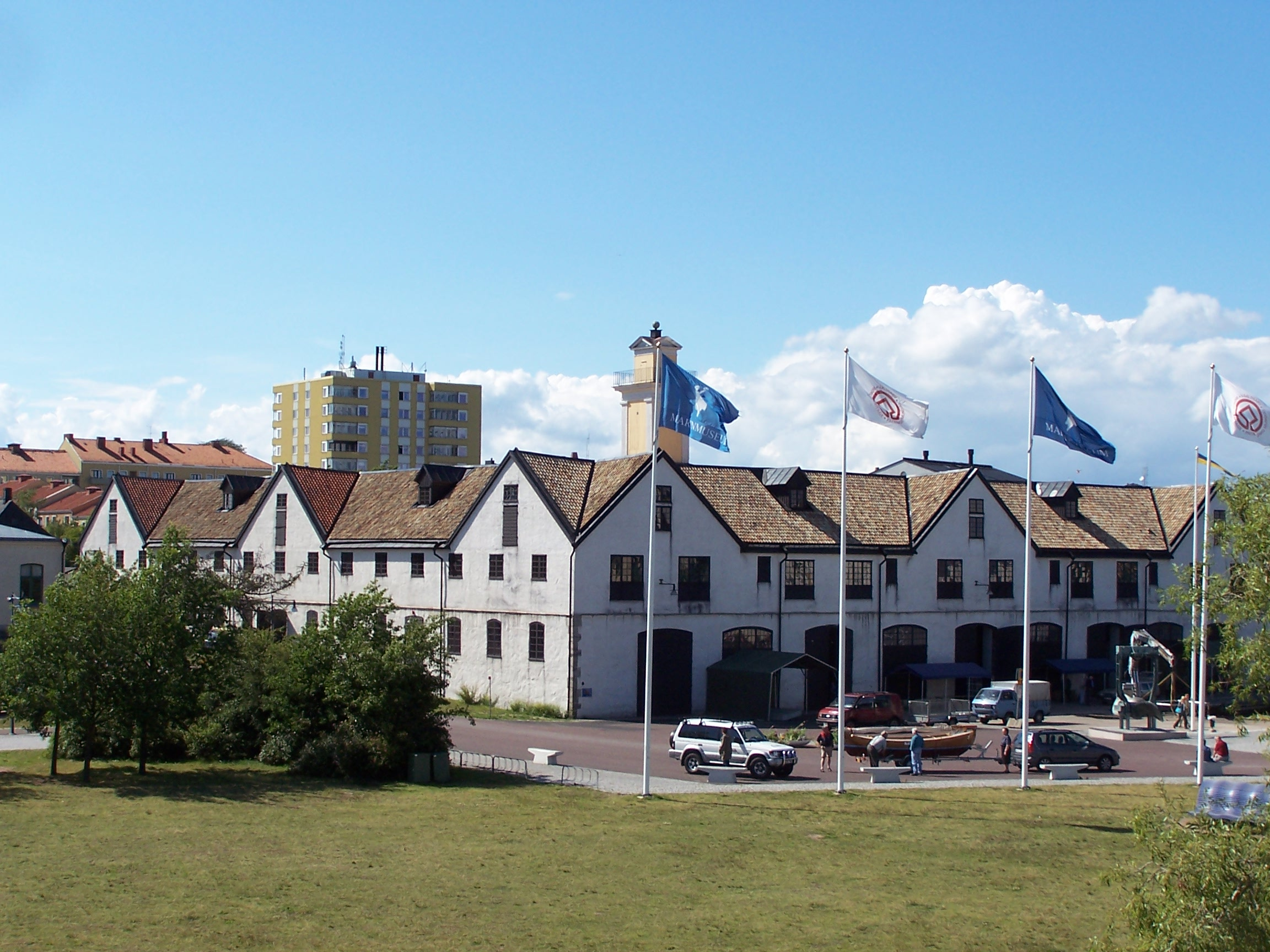
3 Slup- och barkasskjulet

Budynek został wzniesiony w 1786 jako warsztat i miejsce przechowania slupów i barkasów, które należały do floty Marynarki Wojennej. Budynek pełnił także funkcje: magazynu z 15000 beczek pitnej wody, szpitala, zbrojowni, składu odzieży i magazynu zboża.
Obecnie budynek jest częścią Marinmuseum i nadal jest wykorzystywany zgodnie z pierwotnym przeznaczeniem.

## 4 Västra Villan

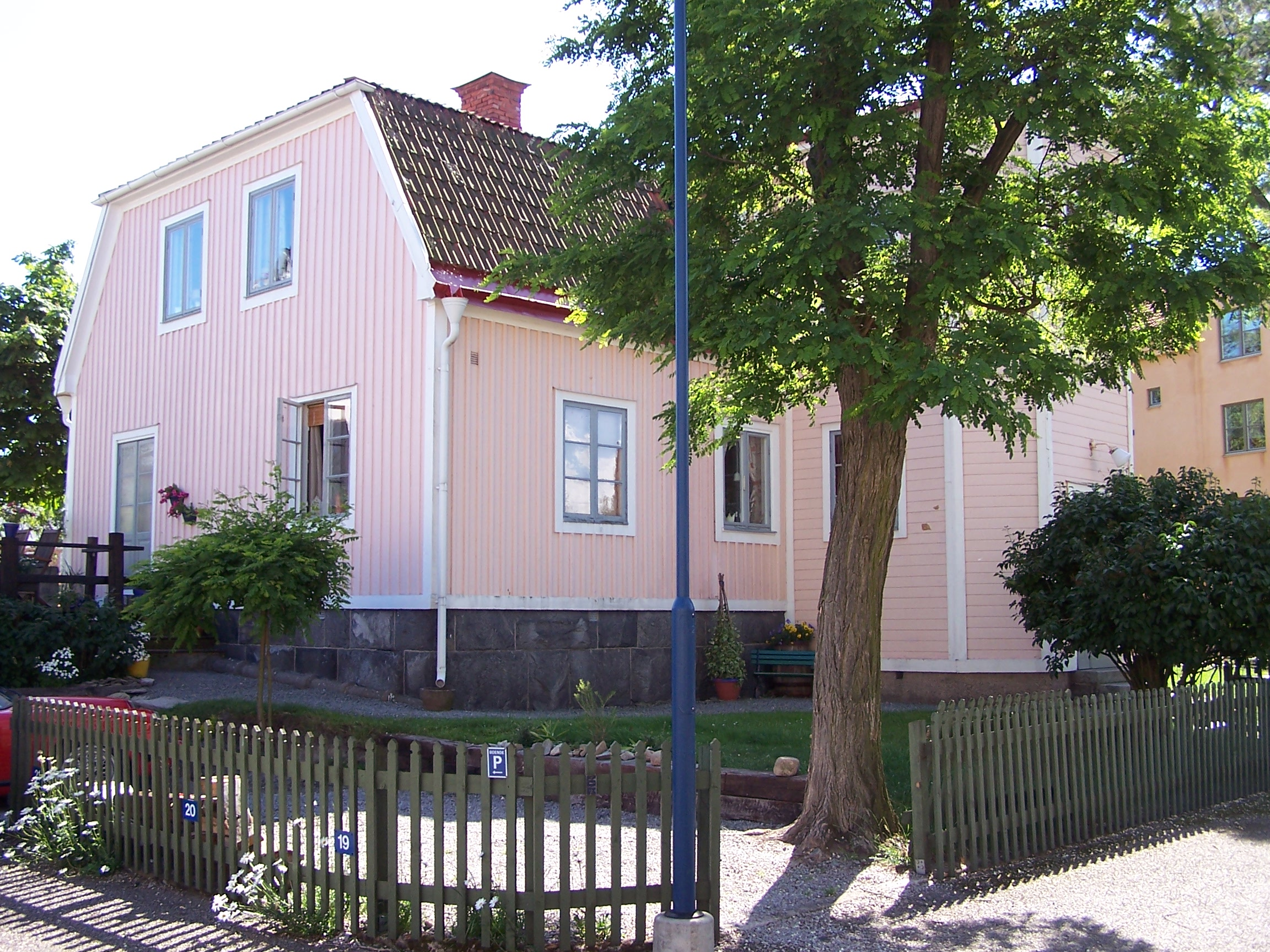
4 Västra Villan

Budynek mieszkalny zbudowany w XVIII wieku na wyspie Vämö, który został przeniesiony na wyspę Stumholmen w latach 20. XX wieku.

## 5 Beklädnadsverkstaden

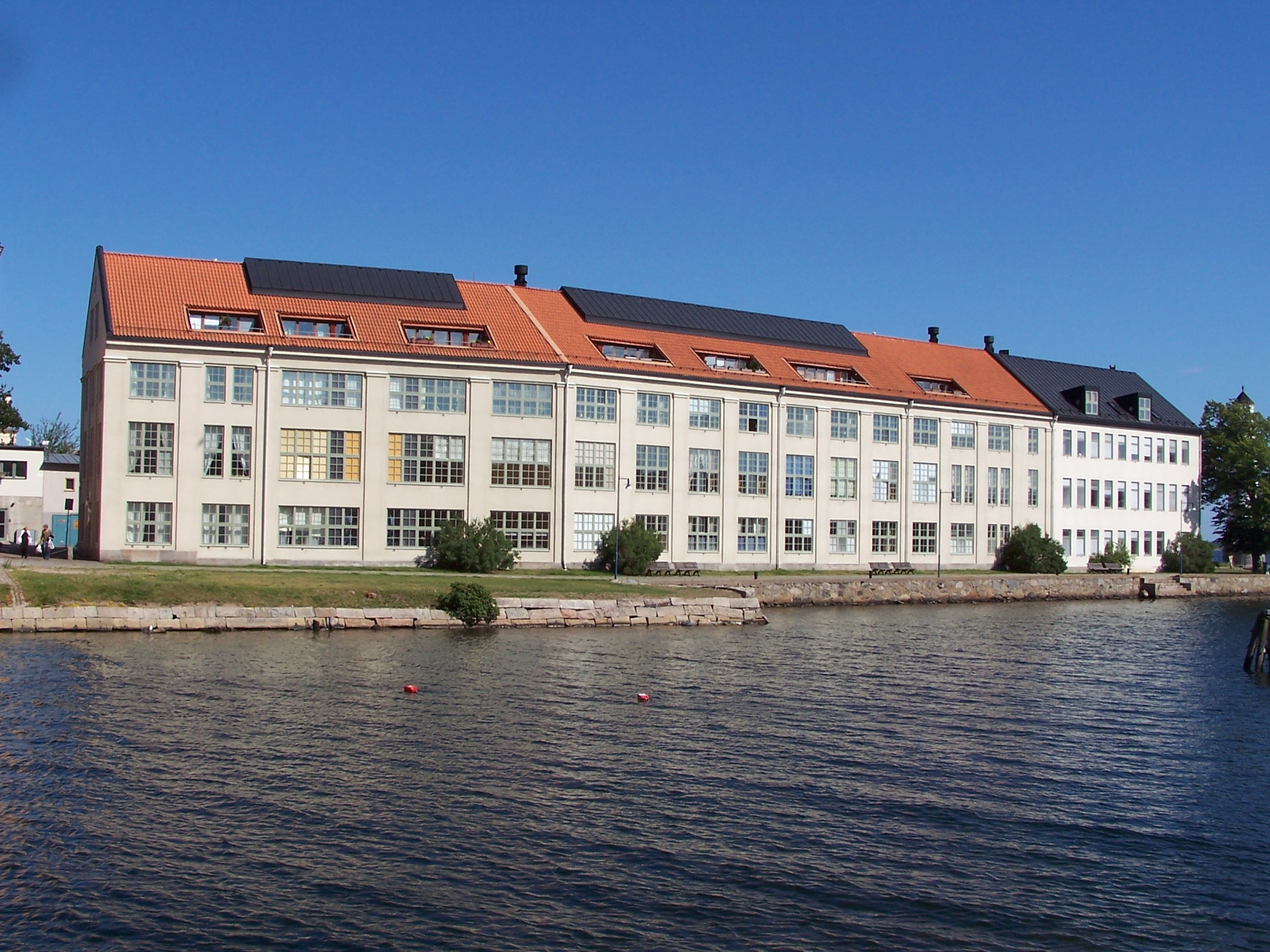
5 Beklädnadsverkstaden

Budynek został wzniesiony w 1921 jako centralny warsztat mundurowy. Na parterze mieściła się fabryka obuwia, która mogła dostarczyć do 100 butów dziennie. Na pierwszym piętrze znajdował się zakład krawiecki, który dostarczał różne elementy umundurowania.

## 6 Båtsmanskasernen

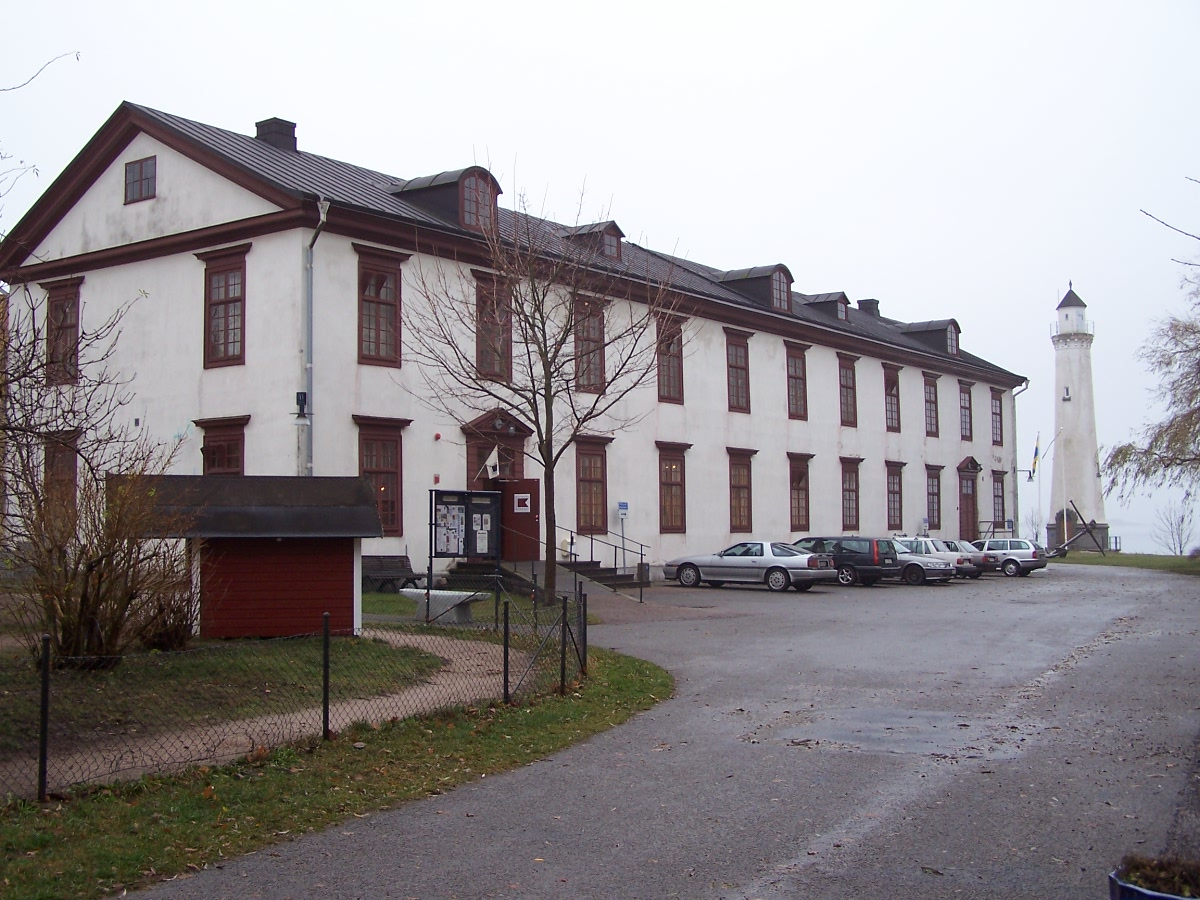
6 Båtsmanskasernen

Båtsmanskasernen pochodzi z 1847 i pełnił funkcję koszar. Wnętrze budynku oddawało charakter panujący na pokładzie, m.in. poprzez powyginane podłogi oddające charakter okrętu, szpigaty oraz hamaki. Budynek pełnił także funkcję magazynu pościeli i ubrań cywilnych zdeponowanych przez poborowych.
Obecnie w budynku znajdują się zbiory Muzeum Blekinge oraz galeria sztuki Gminy Karlskrona.

## 7 Bageribostället

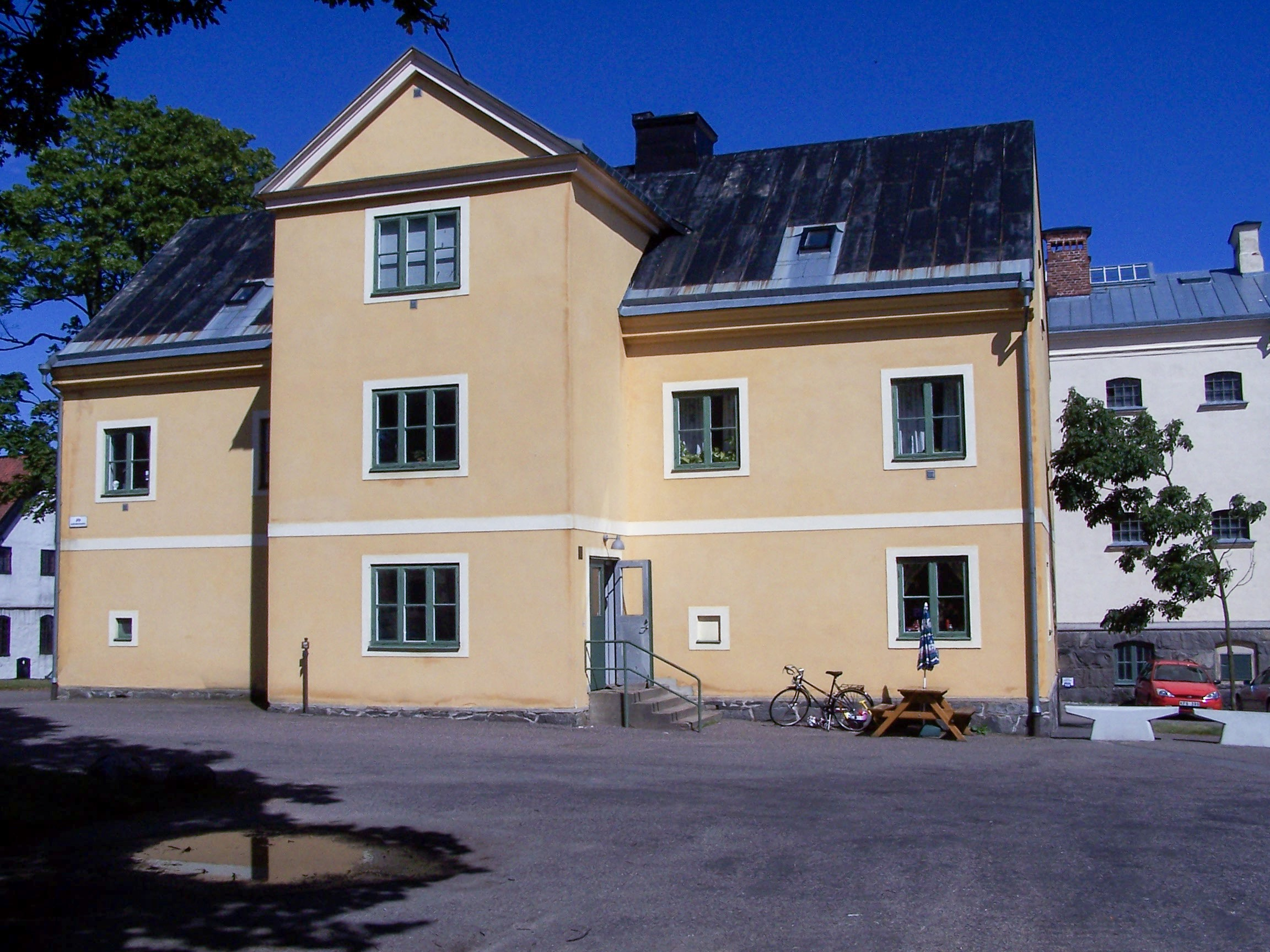
7 Bageribostället

Bageribostället to jeden z najstarszych budynków na wyspie Stumholmen i w Karlskronie, jego kamienne fundamenty pochodzą z końca XVII wieku. Pierwotnie w budynku mieściła się kuźnia artyleryjska, a następnie kwatera piekarzy.

## 8 Kronohäktet

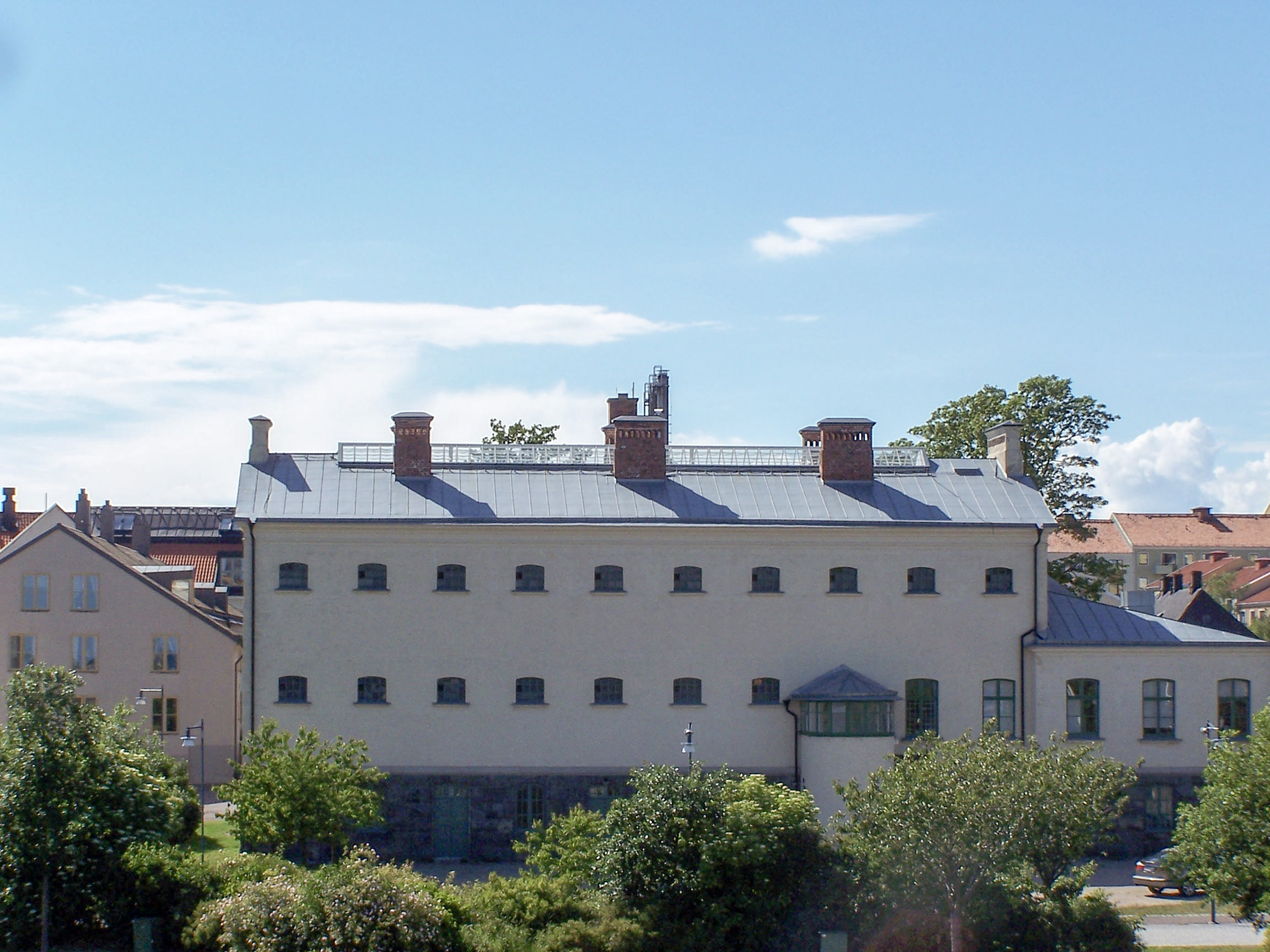
8 Kronohäktet

Kronohäktet to Areszt Królewski, który pochodzi z lat 1910–1911 i był wykorzystywany do końca lat 60. XX wieku. W całości zachowane wnętrze jest jedynym tego typu obiektem pozostałym w Szwecji.

## 9 Epidemisjukhuset

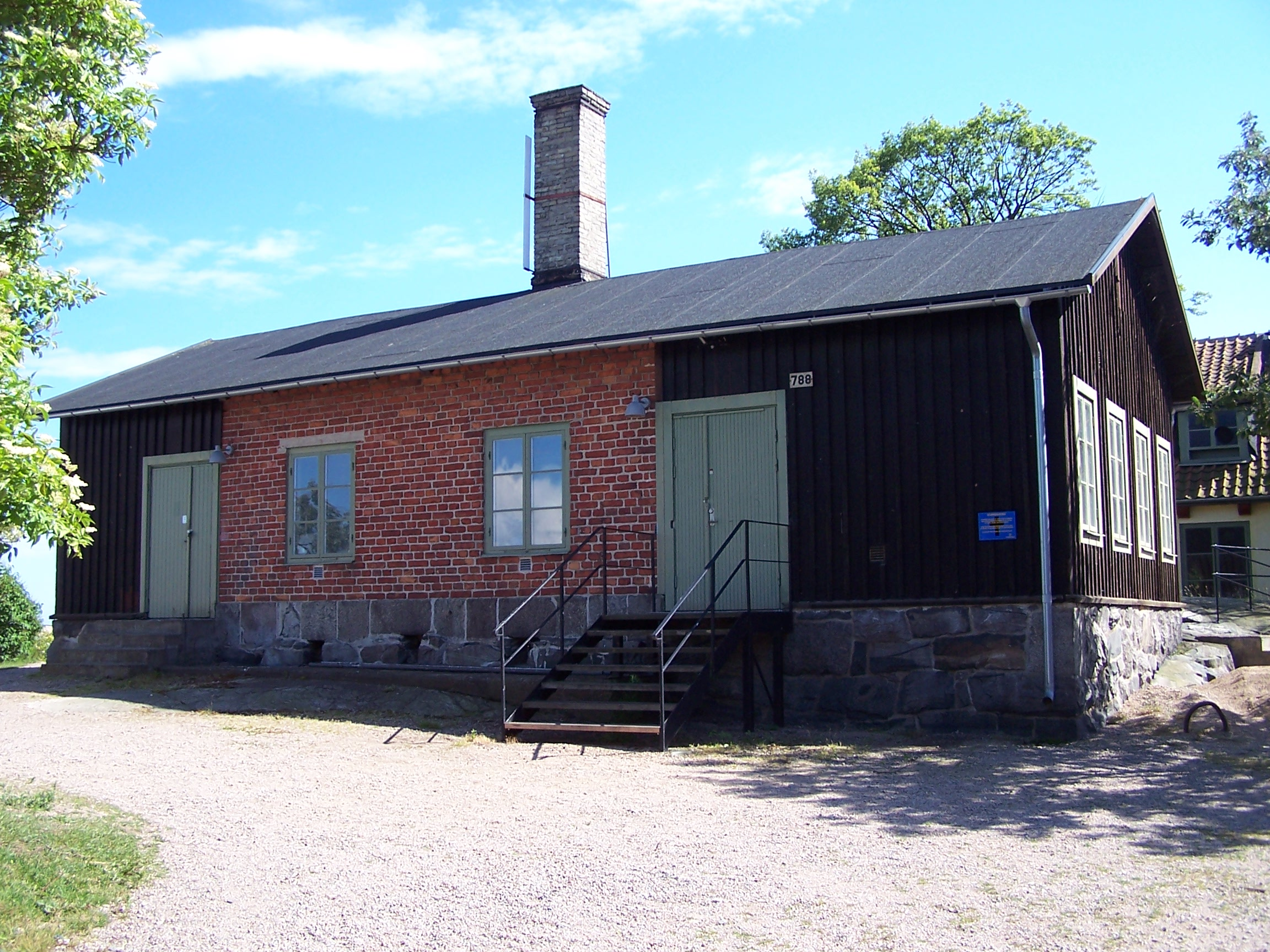
9 Budynek dezynfekcyjny
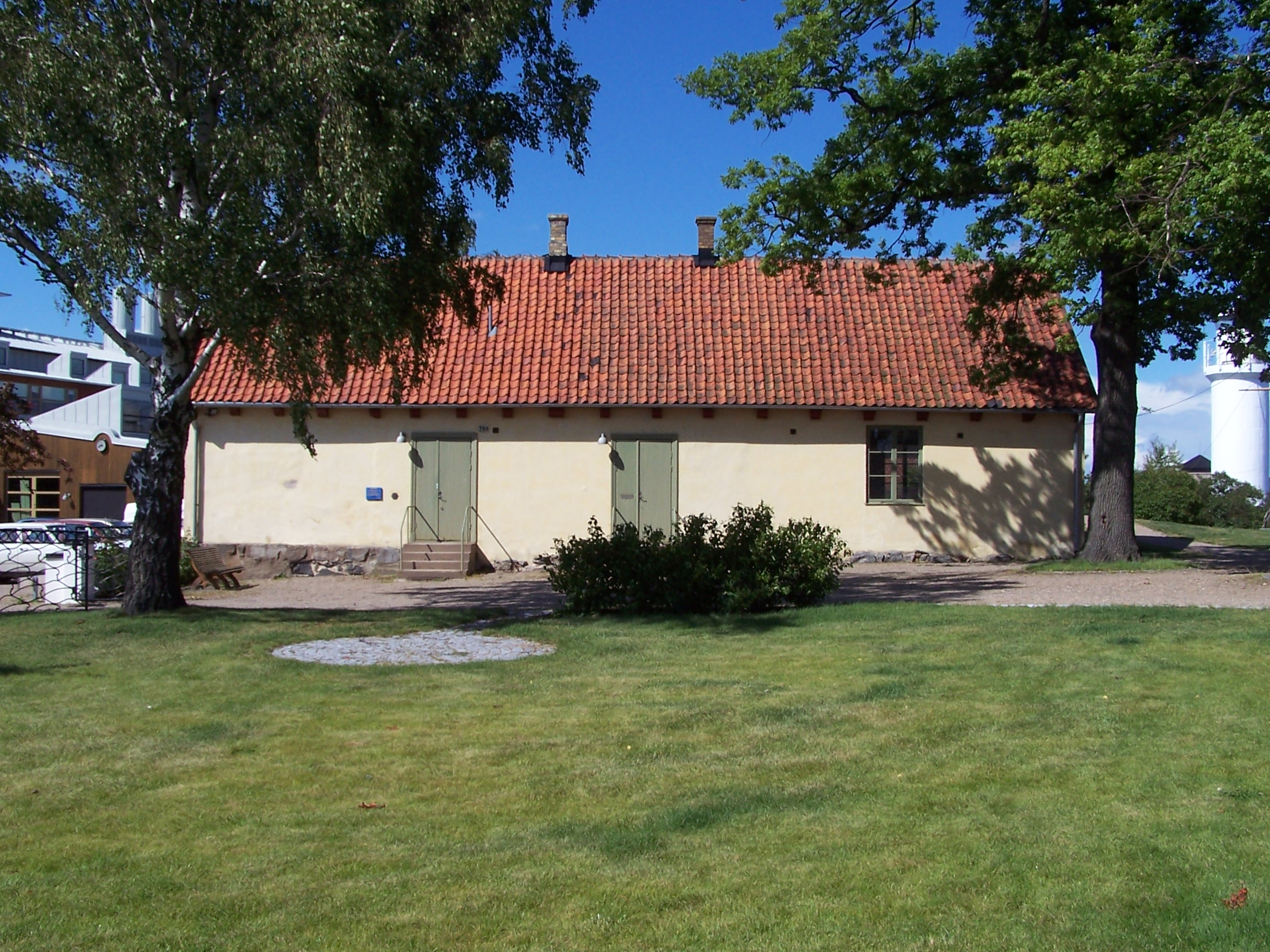
9 Szpital Zakaźny i Epidemiologiczny
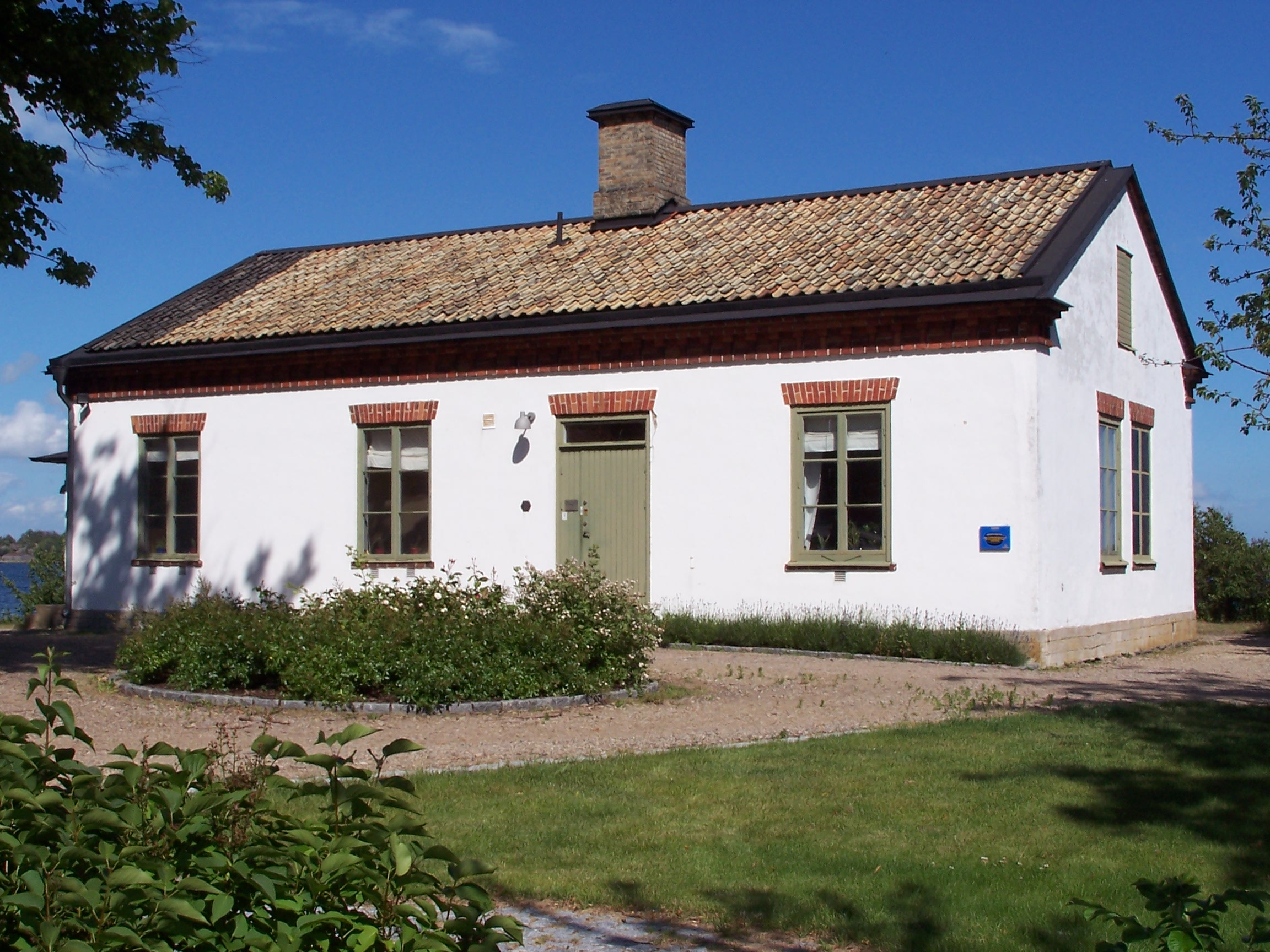
9 Kuchnia szpitalna

W połowie XVIII wieku obszar Epidemisjukhuset był oddzielną wyspą – Fyrverkarholmen, na której pierwotnie przygotowywano proch. Ze względu na ryzyko dotarcia epidemii Cholery do Szwecji w latach 30. XIX wieku prochownię przebudowano na Szpital Epidemiologiczny. Obok szpitala wzniesiono także w 1875 kuchnię szpitalną oraz w 1889 budynek dezynfekcyjny z kostnicą i piecem krematoryjnym.
Obecnie w budynkach mieszczą się biura i warsztaty Marinmuseum.

## 10 Hangary

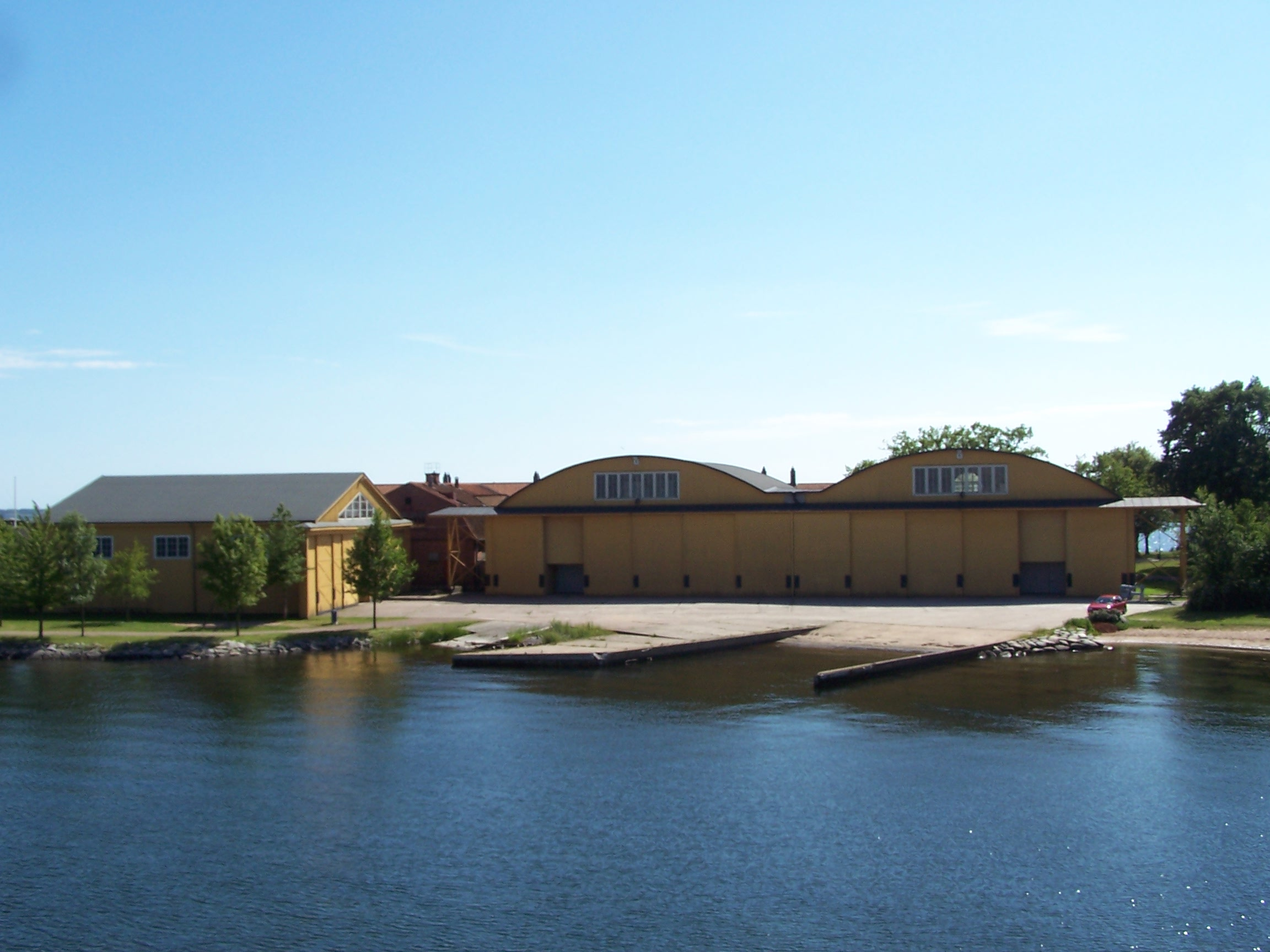
10 Hangary 3 i 4

Hangary pochodzą z czasów lotnictwa morskiego i są ostatnimi tego typu budynkami w Szwecji z tamtego okresu. Hangar 3 pochodzi z 1926, kiedy to utworzono lotnictwo. Hangar 4 pochodzi z 1929, kiedy to Lotnictwo Morskie utworzyło w Karlskronie jednostkę o oznaczeniu F2K.

## 11 Bastion Kungshall

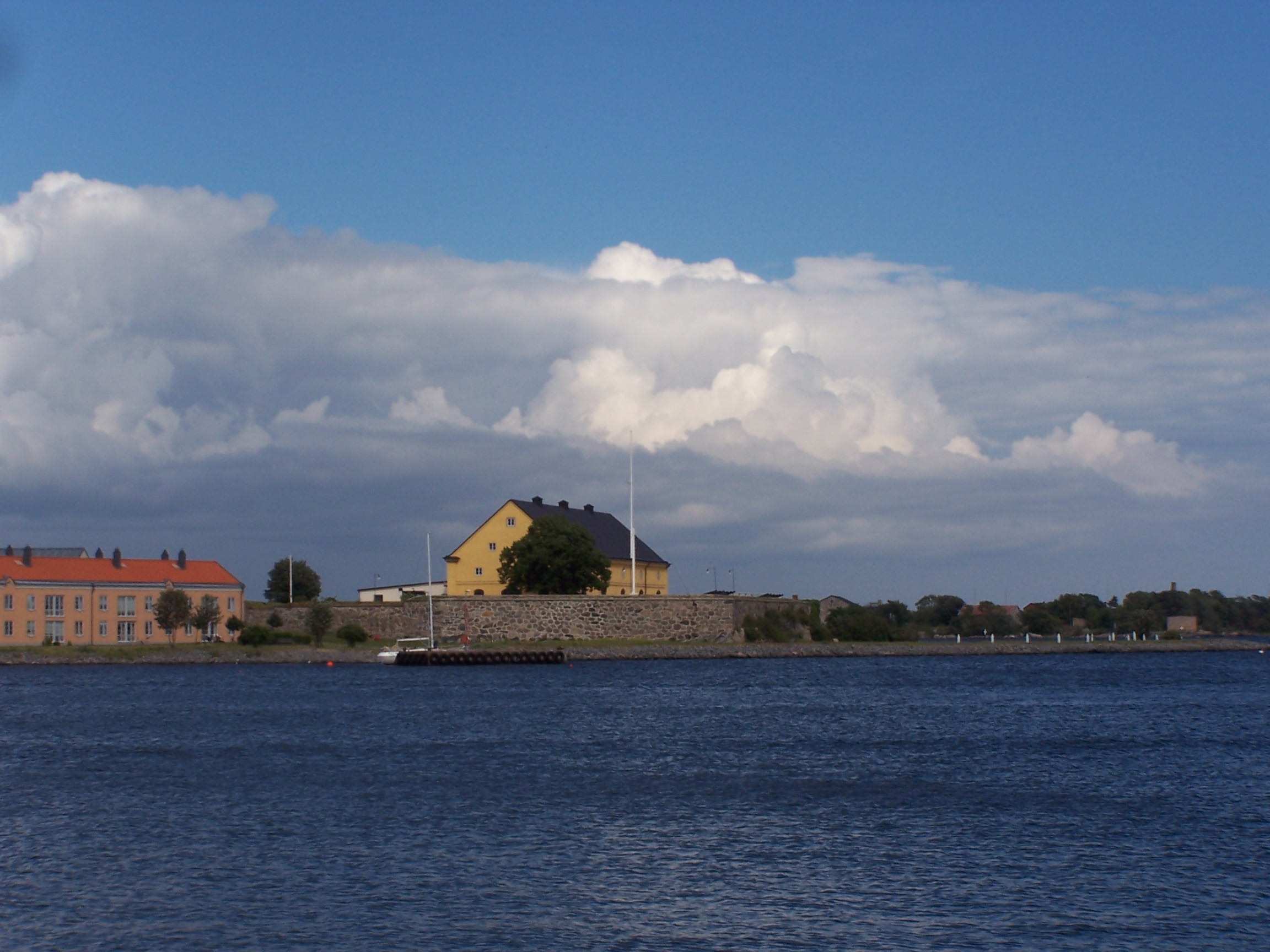
11 Bastion Kungshall

Bastion Kungshall pochodzi z lat 80. XVII wieku i pierwotnie znajdował się na osobnej wyspie – Kungsholmen. Bastion stanowił część umocnień obronnych miasta. Przy okazji świąt państwowych z bastionu oddawane są salwy honorowe.
Wokół bastionu znajduje się magazyn wzniesiony w latach 80. XVIII wieku, w którym przechowywano zboże, prowiant oraz produkty marynowane – solone mięso i ryby. Obecnie mieści się tam magazyn Muzeum Blekinge.